# 앙리조르주 클루조
앙리조르주 클루조(Henri-Georges Clouzot, 1907년 11월 20일 ~ 1977년 1월 12일)는 프랑스의 영화 감독, 영화 각본가, 영화 프로듀서이다. 세계 3대 영화제 최고상을 모두 수상한 인물이다. 1949년 영화 《정부 마농》을 통해 베네치아 영화제 황금사자상을, 1953년 영화 《공포의 보수》를 통해 칸 영화제 황금종려상과 베를린 영화제 황금곰상을 수상했다.

## 작품 목록
- Tout pour l'amour (1933)
- 21번가의 살인자 (1942)
- 《까마귀》 (1943)
- 오르페브르의 부두 (1947)
- 정부 마농 (1949)
- Miquette et sa mère (1950)
- 공포의 보수 (1953)
- 디아볼릭 (1955)
- 피카소의 비밀 (1956, 다큐)
- Les Espions (1957)
- 진실 (1960)
- 죄수 (1968)
- 인페르노 (미완성)